# Scotopteryx erichi
Scotopteryx erichi är en fjärilsart som beskrevs av Karl Schawerda 1919. Scotopteryx erichi ingår i släktet backmätare, och familjen mätare. Inga underarter finns listade.